# Ribeiro Bestança

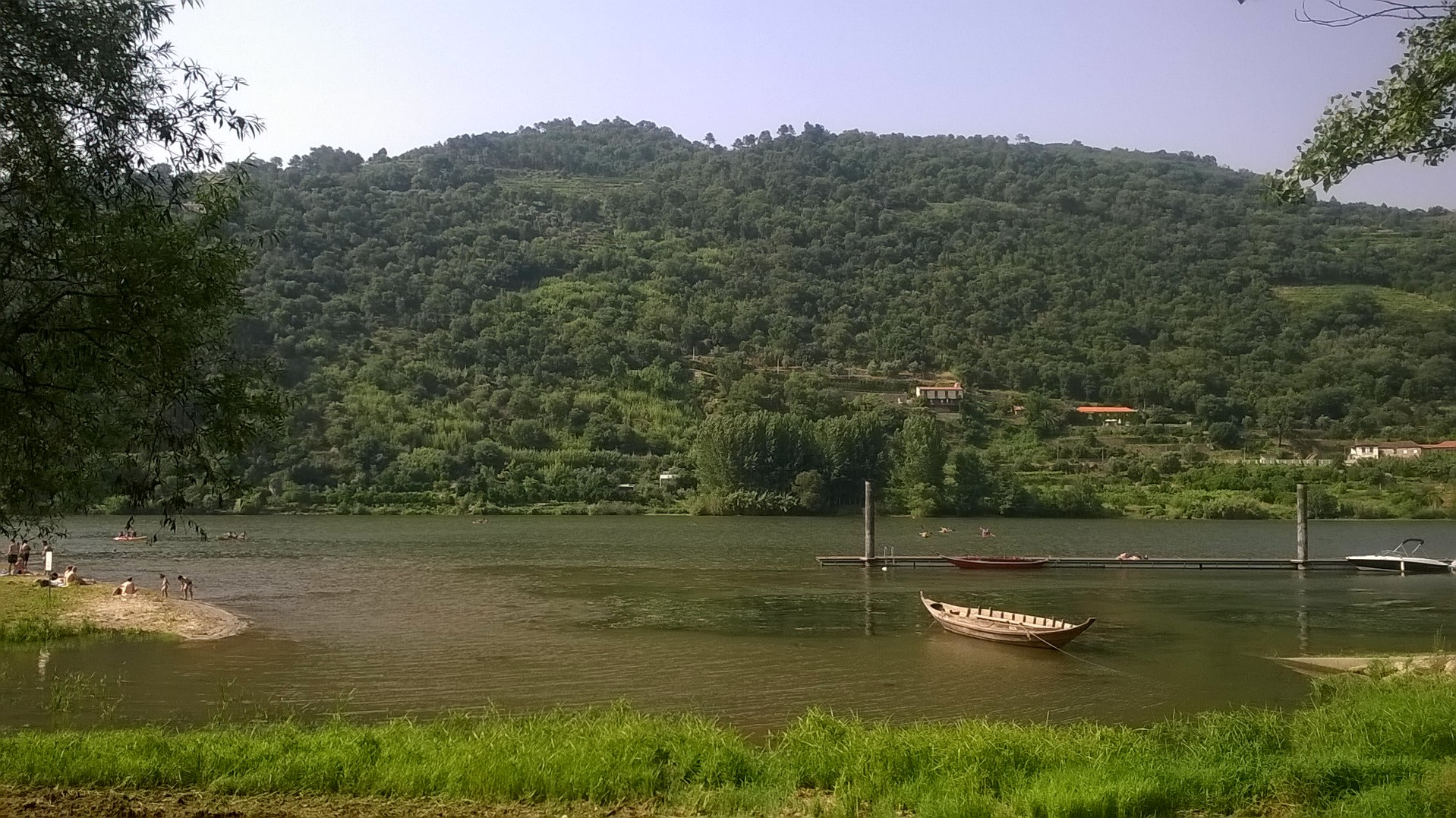
Praia fluvial de Porto de Rei, onde o ribeiro Bestança conflui com o rio Douro

O ribeiro Bestança, também conhecido como ribeiro de São Martinho, é um curso de água que nasce na Serra de Montemuro, no concelho de Resende, percorrendo as freguesias de Felgueiras, Paus (Resende), São Martinho de Mouros e Fontoura, desaguando no Rio Douro, em Porto de Rei. 
Não deve ser confundido com o Rio Bestança, do concelho vizinho de Cinfães.

## Características geológicas
O ribeiro Bestança nasce perto do monte de São Cristóvão, em plena Serra de Montemuro, a 1.140 m de altitude. O seu curso de 12 km inicia-se a sul e corre para este, passando pela depressão das Dornas. Depois, perto da Barraca de Feirão, o ribeiro cai sobre a zona montanhosa da freguesia de Paus, e o seu curso segue para norte, em direção quase recta, sendo que, após atravessar a ponte de São Martinho, o curso segue para noroeste, até desaguar no Rio Douro, na localidade de Porto de Rei. 
A sua bacia é íngreme e escavada.  É muito caudaloso durante os meses de Inverno, mas no Verão o seu caudal quase se reduz a um fio de água fria. 
As terras que o rodeiam formam o vale do ribeiro Bestança, caracterizado por terrenos férteis, mas acidentados.